# جرفيز
40°11′08″N 44°35′13″E / 40.18556°N 44.58694°E
جرفيز (بالأرمنية: Ջրվեժ)، وتعني "شلال"، هي قرية رئيسية تقع في محافظة كوتايك في أرمينيا، على المشارف الشرقية للعاصمة يريفان. تبعد القرية حوالي 45 كيلومترًا جنوب العاصمة الإقليمية هرازدان، و9 كيلومترات عن مدينة أبوفيان. ذُكر اسم القرية لأول مرة في التاريخ خلال القرن الخامس الميلادي، على يد المؤرخ غازار باربيتسي.
تضم القرية عددًا من المواقع التاريخية، من بينها بقايا كنيستين تعودان إلى القرنين السابع والثالث عشر على التوالي. وقد تم افتتاح كنيسة سورب كاتوغيكه الحالية في جرفيز عام 1891.

## التعداد السكاني
ووفقًا لتعداد عام 2011، بلغ عدد سكان القرية 7198 نسمة.

## معرض الصور

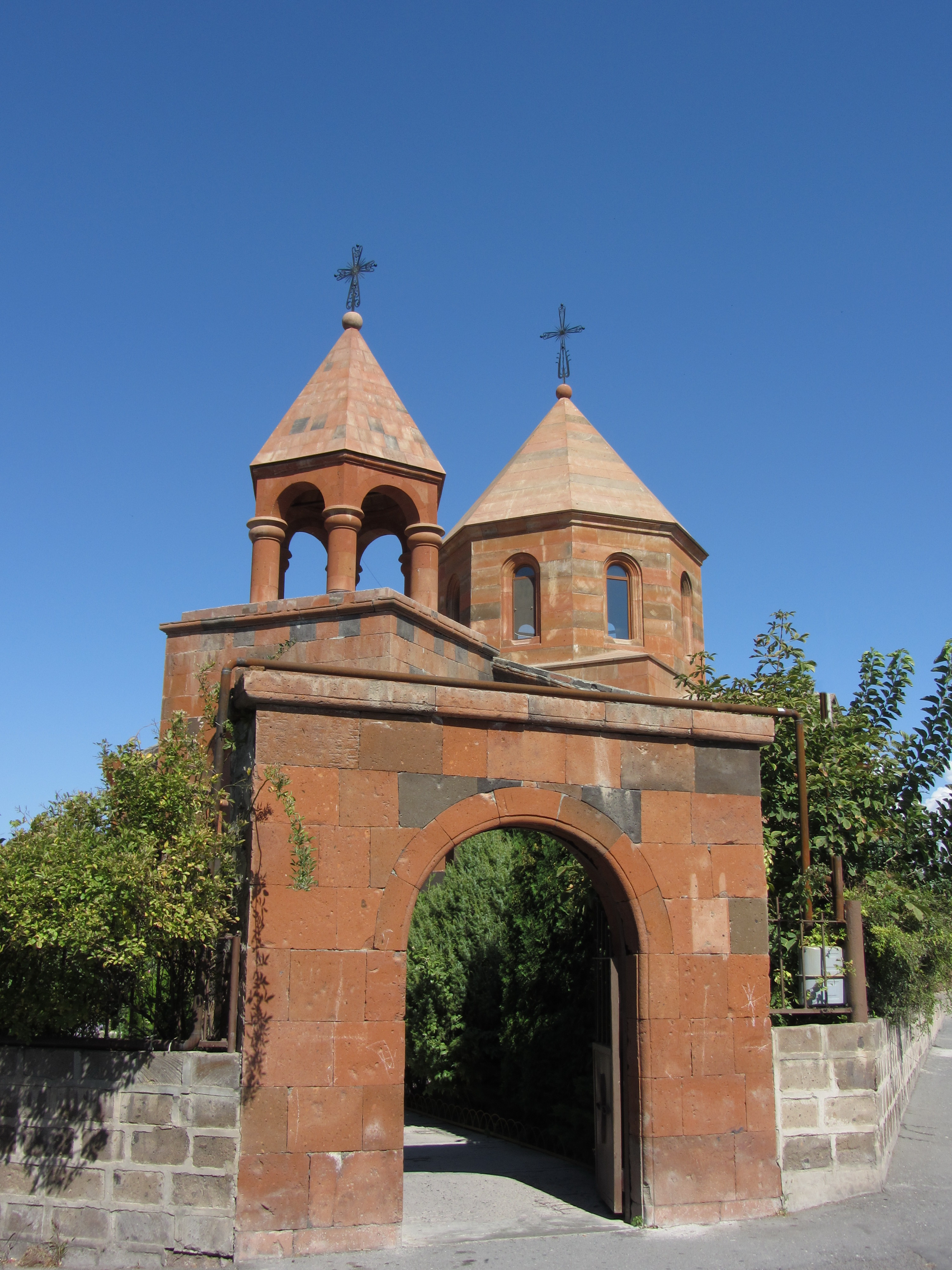
كنيسة سورب كاتوغيكي
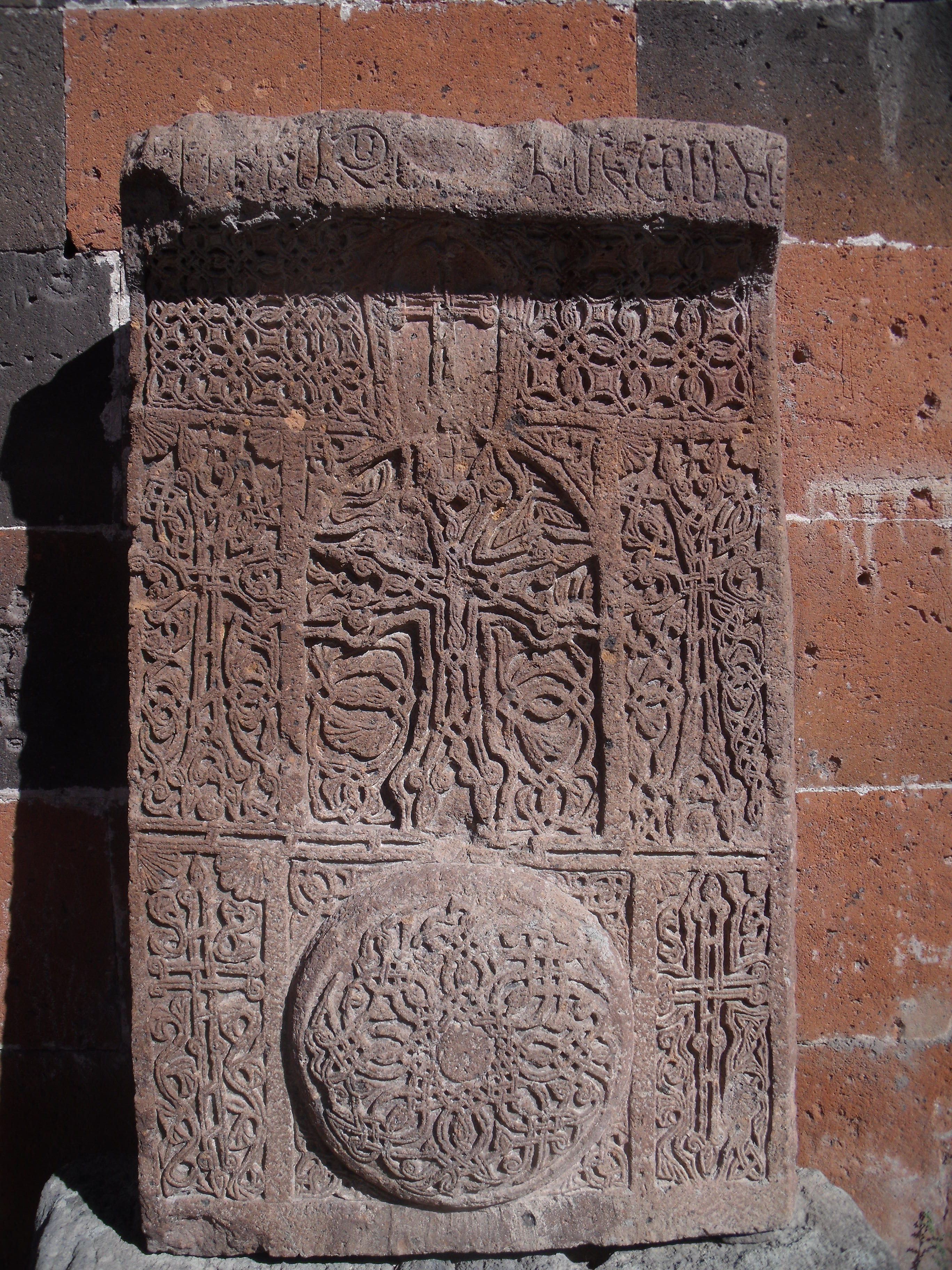
خاشكار بالقرب من كنيسة سورب كاتوغيكي